# Cynorkis
Cynorkis é um género botânico pertencente à família das orquídeas (Orchidaceae).

## Espécies
1. Cynorkis alborubra Schltr., Repert. Spec. Nov. Regni Veg. Beih. 33: 39 (1924).
2. Cynorkis ambondrombensis Boiteau, Bull. Trimestriel Acad. Malgache, n.s., 24: 90 (1942).
3. Cynorkis ampullacea (H.Perrier) H.Perrier ex Hermans, Orchids Madagascar, ed. 2: 290 (2007).
4. Cynorkis ampullifera H.Perrier, Notul. Syst. (Paris) 14: 145 (1951).
5. Cynorkis anacamptoides Kraenzl. in H.G.A.Engler (ed.), Pflanzenw. Ost-Afrikas, C: 151 (1895).
6. Cynorkis andohahelensis H.Perrier, Notul. Syst. (Paris) 8: 34 (1939).
7. Cynorkis andringitrana Schltr., Repert. Spec. Nov. Regni Veg. Beih. 33: 40 (1924).
8. Cynorkis angustipetala Ridl., J. Linn. Soc., Bot. 21: 514 (1885).
9. Cynorkis anisoloba Summerh., Kew Bull. 12: 108 (1957).
10. Cynorkis aphylla Schltr., Ann. Inst. Bot.-Géol. Colon. Marseille, III, 1: 150 (1913).
11. Cynorkis arnottioides Rchb.f., Bonplandia (Hannover) 3: 213 (1855).
12. Cynorkis aurantiaca Ridl., J. Linn. Soc., Bot. 22: 123 (1886).
13. Cynorkis bardotiana Bosser, Adansonia, III, 20: 281 (1998).
14. Cynorkis baronii Rolfe, J. Linn. Soc., Bot. 29: 58 (1891).
15. Cynorkis bathiei Schltr., Repert. Spec. Nov. Regni Veg. Beih. 33: 41 (1924).
16. Cynorkis betsileensis Kraenzl., Orchid. Gen. Sp. 1: 492 (1898).
17. Cynorkis bimaculata (Ridl.) H.Perrier, in Fl. Madag. 49(1): 114 (1939).
18. Cynorkis boinana Schltr., Ann. Inst. Bot.-Géol. Colon. Marseille, III, 1: 150 (1913).
19. Cynorkis brachycentra (Frapp. ex Cordem.) Schltr., Beih. Bot. Centralbl. 33(2): 399 (1915).
20. Cynorkis brachyceras Schltr., Repert. Spec. Nov. Regni Veg. Beih. 33: 43 (1924).
21. Cynorkis brachystachya Bosser, Adansonia, n.s., 20: 260 (1980).
22. Cynorkis brevicalcar P.J.Cribb, Kew Bull. 40: 399 (1985).
23. Cynorkis brevicornu Ridl., J. Linn. Soc., Bot. 21: 516 (1885).
24. Cynorkis breviplectra (Frapp. ex Cordem.) Schltr., Beih. Bot. Centralbl. 33(2): 399 (1915).
25. Cynorkis buchananii Rolfe in D.Oliver & auct. suc. (eds.), Fl. Trop. Afr. 7: 260 (1898).
26. Cynorkis buchwaldiana Kraenzl., Bot. Jahrb. Syst. 28: 175 (1900).
27. Cynorkis cadetii Bosser, Adansonia, III, 29: 14 (2007).
28. Cynorkis calanthoides Kraenzl., Abh. Naturwiss. Vereine Bremen 7: 260 (1882).
29. Cynorkis calcaripotens (Frapp. ex Cordem.) Schltr., Beih. Bot. Centralbl. 33(2): 399 (1915).
30. Cynorkis cardiophylla Schltr., Beih. Bot. Centralbl. 34(2): 307 (1916).
31. Cynorkis catatii Bosser, Adansonia, n.s., 9: 352 (1969).
32. Cynorkis clarae Geerinck, Bull. Jard. Bot. Natl. Belg. 52: 342 (1982).
33. Cynorkis clavata (Frapp. ex Cordem.) Schltr., Beih. Bot. Centralbl. 33(2): 399 (1915).
34. Cynorkis coccinelloides (Frapp. ex Cordem.) Schltr., Beih. Bot. Centralbl. 33(2): 399 (1915).
35. Cynorkis commersoniana (A.Rich.) Kraenzl., Orchid. Gen. Sp. 1: 922 (1901).
36. Cynorkis commersonii Rchb.f., Bonplandia (Hannover) 3: 213 (1855).
37. Cynorkis comorensis Bosser, Adansonia, III, 24: 21 (2002).
38. Cynorkis compacta Rchb.f., Flora 71: 149 (1888).
39. Cynorkis confusa H.Perrier, Notul. Syst. (Paris) 14: 147 (1951).
40. Cynorkis constellata (Frapp. ex Cordem.) Schltr., Beih. Bot. Centralbl. 33(2): 399 (1915).
41. Cynorkis cordemoyi Frapp. ex Cordem., Fl. Réunion: 229 (1895).
42. Cynorkis crispa (Frapp. ex Cordem.) Schltr., Beih. Bot. Centralbl. 33(2): 399 (1915).
43. Cynorkis cuneilabia Schltr., Repert. Spec. Nov. Regni Veg. Beih. 33: 45 (1924).
44. Cynorkis cylindrostachys Kraenzl., Orchid. Gen. Sp. 1: 489 (1898).
45. Cynorkis debilis (Hook.f.) Summerh., Bull. Misc. Inform. Kew 1933: 246 (1933).
46. Cynorkis decaryana H.Perrier ex Hermans, Orchids Madagascar, ed. 2: 291 (2007).
47. Cynorkis discolor (Frapp. ex Cordem.) Schltr., Beih. Bot. Centralbl. 33(2): 399 (1915).
48. Cynorkis disperidoides Bosser, Adansonia, n.s., 9: 345 (1969).
49. Cynorkis elata Rolfe, J. Linn. Soc., Bot. 29: 58 (1891).
50. Cynorkis elegans Rchb.f., Flora 71: 150 (1888).
51. Cynorkis ericophila H.Perrier ex Hermans, Orchids Madagascar, ed. 2: 291 (2007).
52. Cynorkis exilis (Frapp. ex Cordem.) Schltr., Beih. Bot. Centralbl. 33(2): 400 (1915).
53. Cynorkis falcata (Frapp. ex Cordem.) Schltr., Beih. Bot. Centralbl. 33(2): 400 (1915).
54. Cynorkis fallax Schltr., Beih. Bot. Centralbl. 34(2): 308 (1916).
55. Cynorkis fastigiata Thouars, Hist. Orchid.: t. 13 (1822).
56. Cynorkis filiformis Schltr., Repert. Spec. Nov. Regni Veg. Beih. 33: 48 (1924).
57. Cynorkis fimbriata H.Perrier ex Hermans, Orchids Madagascar, ed. 2: 291 (2007).
58. Cynorkis flabellifera H.Perrier, Notul. Syst. (Paris) 14: 144 (1951).
59. Cynorkis flexuosa Lindl., Gen. Sp. Orchid. Pl.: 331 (1835).
60. Cynorkis formosa Bosser, Adansonia, n.s., 9: 356 (1969).
61. Cynorkis frappieri Schltr., Beih. Bot. Centralbl. 33(2): 400 (1915).
62. Cynorkis gabonensis Summerh., Bull. Misc. Inform. Kew 1938: 143 (1938).
63. Cynorkis gaesiformis H.Perrier, Notul. Syst. (Paris) 14: 146 (1951).
64. Cynorkis galeata Rchb.f., Flora 68: 536 (1885).
65. Cynorkis gibbosa Ridl., J. Linn. Soc., Bot. 20: 331 (1883).
66. Cynorkis gigas Schltr., Repert. Spec. Nov. Regni Veg. Beih. 33: 50 (1924).
67. Cynorkis glandulosa Ridl., J. Linn. Soc., Bot. 22: 123 (1886).
68. Cynorkis globifera H.Perrier, Notul. Syst. (Paris) 14: 146 (1951).
69. Cynorkis globosa Schltr., Bot. Jahrb. Syst. 38: 145 (1906).
70. Cynorkis globulosa (Frapp. ex Cordem.) Schltr., Beih. Bot. Centralbl. 33(2): 400 (1915).
71. Cynorkis graminea (Thouars) Schltr., Repert. Spec. Nov. Regni Veg. Beih. 33: 51 (1924).
72. Cynorkis gymnochiloides (Schltr.) H.Perrier, Arch. Bot. Bull. Mens. 5: 66 (1931).
73. Cynorkis henrici Schltr., Repert. Spec. Nov. Regni Veg. Beih. 33: 52 (1924).
74. Cynorkis hispidula Ridl., J. Linn. Soc., Bot. 21: 517 (1885).
75. Cynorkis hologlossa Schltr., Repert. Spec. Nov. Regni Veg. Beih. 33: 54 (1924).
76. Cynorkis humbertii Bosser, Adansonia, n.s., 9: 350 (1969).
77. Cynorkis humblotiana Kraenzl., Bot. Jahrb. Syst. 28: 176 (1900).
78. Cynorkis jumelleana Schltr., Repert. Spec. Nov. Regni Veg. Beih. 33: 56 (1924).
79. Cynorkis kassneriana Kraenzl., Bot. Jahrb. Syst. 51: 377 (1914).
80. Cynorkis kirkii Rolfe in D.Oliver & auct. suc. (eds.), Fl. Trop. Afr. 7: 261 (1898).
81. Cynorkis laeta Schltr., Repert. Spec. Nov. Regni Veg. Beih. 33: 57 (1924).
82. Cynorkis lancilabia Schltr., Repert. Spec. Nov. Regni Veg. Beih. 33: 58 (1924).
83. Cynorkis latipetala H.Perrier, Notul. Syst. (Paris) 14: 147 (1951).
84. Cynorkis laxiflora (Blume) T.Durand & Schinz, Consp. Fl. Afric. 5: 91 (1894).
85. Cynorkis lilacina Ridl., J. Linn. Soc., Bot. 21: 515 (1885).
86. Cynorkis lindleyana Hermans, Orchids Madagascar, ed. 2: 155 (2007).
87. Cynorkis lowiana Rchb.f., Flora 71: 150 (1888).
88. Cynorkis ludens (Frapp. ex Cordem.) Schltr., Beih. Bot. Centralbl. 33(2): 401 (1915).
89. Cynorkis marojejyensis Bosser, Adansonia, n.s., 9: 348 (1969).
90. Cynorkis melinantha Schltr., Repert. Spec. Nov. Regni Veg. Beih. 33: 60 (1924).
91. Cynorkis mellitula Toill.-Gen. & Bosser, Adansonia, n.s., 1: 103 (1961).
92. Cynorkis micrantha (Frapp. ex Cordem.) Schltr., Bot. Jahrb. Syst. 53: 488 (1915).
93. Cynorkis minuticalcar Toill.-Gen. & Bosser, Naturaliste Malgache 13: 27 (1964).
94. Cynorkis monadenia H.Perrier, Notul. Syst. (Paris) 8: 33 (1939).
95. Cynorkis muscicola Bosser, Adansonia, n.s., 9: 346 (1969).
96. Cynorkis nervilabris (Frapp. ex Cordem.) Schltr., Beih. Bot. Centralbl. 33(2): 401 (1915).
97. Cynorkis nitida (Frapp. ex Cordem.) Schltr., Beih. Bot. Centralbl. 33(2): 401 (1915).
98. Cynorkis nutans (Ridl.) H.Perrier, Arch. Bot. Bull. Mens. 5: 71 (1931).
99. Cynorkis ochroglossa Schltr., Repert. Spec. Nov. Regni Veg. Beih. 33: 61 (1924).
100. Cynorkis ochyrae Szlach. & Olszewski, in Fl. Cameroun 34: 92 (1998).
101. Cynorkis orchioides Schltr., Ann. Inst. Bot.-Géol. Colon. Marseille, III, 1: 152 (1913).
102. Cynorkis papilio Bosser, Adansonia, n.s., 9: 343 (1969).
103. Cynorkis papillosa (Ridl.) Summerh., Kew Bull. 6: 461 (1951 publ. 1952).
104. Cynorkis paradoxa (Frapp. ex Cordem.) Schltr., Beih. Bot. Centralbl. 33(2): 401 (1915).
105. Cynorkis parviflora Rchb.f., Bonplandia (Hannover) 3: 213 (1855).
106. Cynorkis parvula Schltr., Beih. Bot. Centralbl. 33(2): 401 (1915).
107. Cynorkis pelicanides (Frapp. ex Cordem.) Schltr., Beih. Bot. Centralbl. 33(2): 401 (1915).
108. Cynorkis perrieri Schltr., Beih. Bot. Centralbl. 34(2): 310 (1916).
109. Cynorkis petiolata H.Perrier, Notul. Syst. (Paris) 14: 148 (1951).
110. Cynorkis peyrotii Bosser, Adansonia, n.s., 9: 353 (1969).
111. Cynorkis pinguicularioides H.Perrier ex Hermans, Orchids Madagascar, ed. 2: 292 (2007).
112. Cynorkis pleiadea (Frapp. ex Cordem.) Schltr., Beih. Bot. Centralbl. 33(2): 401 (1915).
113. Cynorkis pleistadenia (Rchb.f.) Schltr., Bot. Jahrb. Syst. 53: 488 (1915).
114. Cynorkis pseudorolfei H.Perrier, Notul. Syst. (Paris) 14: 145 (1951).
115. Cynorkis purpurascens Thouars, Hist. Orchid.: t. 15 (1822).
116. Cynorkis purpurea (Thouars) Kraenzl., Orchid. Gen. Sp. 1: 482 (1898).
117. Cynorkis quinqueloba H.Perrier ex Hermans, Orchids Madagascar, ed. 2: 292 (2007).
118. Cynorkis quinquepartita H.Perrier ex Hermans, Orchids Madagascar, ed. 2: 292 (2007).
119. Cynorkis raymondiana H.Perrier ex Hermans, Orchids Madagascar, ed. 2: 292 (2007).
120. Cynorkis reticulata (Frapp. ex Cordem.) Schltr., Beih. Bot. Centralbl. 33(2): 402 (1915).
121. Cynorkis rhomboglossa Schltr., Repert. Spec. Nov. Regni Veg. Beih. 33: 68 (1924).
122. Cynorkis ridleyi T.Durand & Schinz, Consp. Fl. Afric. 5: 92 (1894).
123. Cynorkis ringens (Frapp. ex Cordem.) Schltr., Beih. Bot. Centralbl. 33(2): 402 (1915).
124. Cynorkis rolfei Hochr., Annuaire Conserv. Jard. Bot. Genève 11-12: 54 (1908).
125. Cynorkis rosellata (Thouars) Bosser, Adansonia, III, 19: 188 (1997).
126. Cynorkis rungweensis Schltr., Bot. Jahrb. Syst. 53: 491 (1915).
127. Cynorkis sacculata Schltr., Beih. Bot. Centralbl. 34(2): 310 (1916).
128. Cynorkis sagittata H.Perrier, Notul. Syst. (Paris) 14: 146 (1951).
129. Cynorkis sambiranoensis Schltr., Repert. Spec. Nov. Regni Veg. Beih. 33: 69 (1924).
130. Cynorkis saxicola Schltr., Repert. Spec. Nov. Regni Veg. Beih. 33: 70 (1924).
131. Cynorkis schlechteri H.Perrier, Arch. Bot. Bull. Mens. 3: 198 (1929 publ. 1931).
132. Cynorkis schmidtii (Kraenzl.) Schltr., Oesterr. Bot. Z. 49: 23 (1899).
133. Cynorkis seychellarum Aver., Bot. Zhurn. (Moscow & Leningrad) 68: 1566 (1983).
134. Cynorkis sigmoidea Kraenzl., Orchid. Gen. Sp. 1: 490 (1898).
135. Cynorkis sororia Schltr., Ann. Inst. Bot.-Géol. Colon. Marseille, III, 1: 154 (1913).
136. Cynorkis souegesii Bosser & Veyret, Adansonia, n.s., 10: 213 (1970).
137. Cynorkis spatulata H.Perrier ex Hermans, Orchids Madagascar, ed. 2: 292 (2007).
138. Cynorkis squamosa (Poir.) Lindl., Gen. Sp. Orchid. Pl.: 332 (1835).
139. Cynorkis stenoglossa Kraenzl., Bot. Jahrb. Syst. 17: 63 (1893).
140. Cynorkis stolonifera (Schltr.) Schltr., Repert. Spec. Nov. Regni Veg. Beih. 33: 72 (1924).
141. Cynorkis subtilis Bosser, Adansonia, III, 26: 56 (2004).
142. Cynorkis summerhayesiana Geerinck, Bull. Jard. Bot. Natl. Belg. 52: 141 (1982).
143. Cynorkis sylvatica Bosser, Adansonia, n.s., 9: 352 (1969).
144. Cynorkis symoensii Geerinck & Tournay, Bull. Jard. Bot. Natl. Belg. 47: 484 (1977).
145. Cynorkis tamponensis Schltr., Beih. Bot. Centralbl. 33(2): 402 (1915).
146. Cynorkis tenella Ridl., J. Linn. Soc., Bot. 22: 124 (1886).
147. Cynorkis tenerrima (Ridl.) Kraenzl., Orchid. Gen. Sp. 1: 493 (1898).
148. Cynorkis tenuicalcar Schltr., Repert. Spec. Nov. Regni Veg. Beih. 33: 73 (1924).
149. Cynorkis trilinguis (Frapp. ex Cordem.) Schltr., Beih. Bot. Centralbl. 33(2): 403 (1915).
150. Cynorkis tristis Bosser, Adansonia, n.s., 9: 349 (1969).
151. Cynorkis tryphioides Schltr., Ann. Inst. Bot.-Géol. Colon. Marseille, III, 1: 155 (1913).
152. Cynorkis uncata (Rolfe) Kraenzl., Bot. Jahrb. Syst. 33: 53 (1902).
153. Cynorkis uniflora Lindl., Gen. Sp. Orchid. Pl.: 331 (1835).
154. Cynorkis usambarae Rolfe in D.Oliver & auct. suc. (eds.), Fl. Trop. Afr. 7: 260 (1898).
155. Cynorkis variegata (Frapp. ex Cordem.) Schltr., Beih. Bot. Centralbl. 33(2): 403 (1915).
156. Cynorkis verrucosa Bosser, Adansonia, n.s., 9: 357 (1969).
157. Cynorkis villosa Rolfe, Bull. Misc. Inform. Kew 1906: 88 (1906).
158. Cynorkis violacea Schltr., Ann. Inst. Bot.-Géol. Colon. Marseille, III, 1: 155 (1913).
159. Cynorkis zaratananae Schltr., Repert. Spec. Nov. Regni Veg. Beih. 33: 75 (1924).